# 도다 미쓰히로 (축구 선수)
도다 미쓰히로(일본어: 戸田 光洋, 1977년 9월 10일 ~ )는 일본의 전 축구 선수이다.

## 구단 경력
과거 FC 도쿄, 시미즈 에스펄스에서 활동하였다.